# ليندسي بارتليت
ليندسي بارتليت (بالإنجليزية: Lindsay Bartlett)‏ هي لاعب كرة مضرب أمريكية، ولدت في 31 يوليو 1962.

## روابط خارجية
- ليندسي بارتليت على موقع رابطة محترفات التنس (الإنجليزية)
- ليندسي بارتليت على موقع الاتحاد الدولي لكرة المضرب (الإنجليزية)
- ليندسي بارتليت على موقع خلاصة التنس.كوم (الإنجليزية)